# Metralladora Ho-103
La metralladora Tipus 1 (1941) de 12,7 mm era una metralladora japonesa d'aviació utilitzada àmpliament durant la Segona Guerra Mundial, també coneguda com a Ho-103. Estava basada en la metrallador del calibre .50 M1921 aircraft Browning machine gun.
La Ho-103 disposava d'una alta cadència de foc al utilitzar una munició més petita i de menor velocitat, la Breda (Vickers), un calibre intermedi entre la munició Alemanya de 13 mm de la Metralladora Mg 131 amb 64 mm de llargada, i la munició americana de .50 BMG de les metralladores Browning M2 de 99 mm de llargada. Per això, la Ho-103 usualment utilitzava munició incendiària o explosiva per a poder incrementar els seus efectes terminals en els avions enemics.

## Història
La metralladora pesant japonesa Ho-103, també coneguda com a metralladora pesant Ho-104 o en algunes ocasions com a emtralladora pesant Tipus 1, era una metralladora pesant japonesa que va ser utilitzada durant la Segona Guerra Mundial, per part de les forces de Exèrcit imperial japonès i la Marina Imperial Japonesa, en especial per les seves respectives forces aèries, ja que les metralladores Ho-103 i Ho-104 estaven dissenyades per a ser utilitzades per avions, a pesar de que la metralladora hagués pogut ser utilitzada en algunes ocasions com una arma de terra.
La metralladora estava dissenyada per a disparar a una cadència de foc d'unes 900 RPM (Bales Per Minut, de l'anglès, Rounds Per Minute), a pesar de que només podia ser utilitzada a 400 RPM quan estava muntada en un avió, ja que, a l'altre velocitat, les bales de les metralladores i les aspes de l'avió no es podien sincronitzar de manera correcta, fent perillós el seu ús.

## Variants
La Tipus 1 disposava de dues variants:
- Ho-103: metralladora pesant per a posicions fixes o muntades, en gairebé totes les ocasions eren els cossos o ales d'avions..
- Ho-104: metralladora pesant mòbil per a unitats d'infanteria, emplaçaments mòbils o metralladora defensiva d'aviació.[1]

## Disseny
La munició de 12,7x81SR permetia a la Tipus 1 disparar a una tassa de foc de 900 RPM, però disparava a una tassa de foc de 400 RPM quan es sincronitzava en un avió, per poder disposar d'una major precisió i no malgastar munició.

## Operació
La metralladora Ho-103 va ser utilitzada en els següents avions:
- Mitsubishi Ki-21, bombarder pesant de les forces aèries japoneses.
- Nakajima Ki-43, l'avió de combat de les forces aèries japoneses.
- Nakajima Ki-44, l'avió de combat de les forces aèries japoneses.
- Nakajima Ki-49, bombarder pesant de les forces aèries japoneses.
- Mitsubishi Ki-51, bombarder lleuger i d'atac en picat de les forces aèries japoneses.
- Kawasaki Ki-60, l'avió de combat experimental de les forces aèries japoneses.
- Kawasaki Ki-61, l'avió de combat de les forces aèries japoneses.
- Kawasaki Ki-64, l'avió de combat de les forces aèries japoneses.
- Tachikawa Ki-74, bombarder de reconeixement de llarga distància de les forces aèries japoneses.
- Nakajima Ki-84, l'avió de combat de les forces aèries japoneses.
- Rikugun Ki-93, l'avió de combat pesant de les forces aèries japoneses.
- Kawasaki Ki-100, l'avió de combat de les forces aèries japoneses.
- Kawasaki Ki-102, l'avió de combat pesant i atac a terra de les forces aèries japoneses.
- Mitsubishi Ki-67, bombarder mitjà de les forces aèries japoneses.